# Мечеть Михримах-султан (Эдирнекапы)
Мечеть Михримах-султан (тур. Mihrimah Sultan Camii) — мечеть XVI века, расположенная в районе Эдирнекапы исторического центра Стамбула, на вершине Шестого холма (одна из самых высоких точек города); яркий символ средневековой архитектуры столицы Османской империи.
Мечеть Михримах Султан была построена великим Синаном для любимой дочери султана Сулеймана Великолепного Михримах. Строительство мечети продолжалось всего четыре года — с 1562 по 1565 год. Несколько раз, в 1719, 1766, 1814 годах, комплекс зданий мечети страдал от землетрясений; в 1894 году в результате очередного землетрясения минарет упал и пробил крышу; в Измитском землетрясении 1999 года вновь был повреждён купол и минарет.
Основной объём мечети имеет кубическую форму и увенчан полусферой диаметром 19 метров, опирающейся на четыре угловые башни. Общая высота здания — 37 метров, стены с каждой из четырёх сторон оформлены тимпанами, симметрично прорезанными тремя ярусами окон; ещё один ряд окон — в куполе мечети. Таким образом, Михримах Султан становится одним из самых светлых произведений Синана — мечетью, пронизанной солнцем. Ощущение лёгкости и изящества усиливается тем, что внутри мечети нет ни единой опорной колонны, вся постройка как будто парит в воздухе.
Некоторые окна — витражные. Вход в мечеть украшен роскошным порталом на гранитных и мраморных колоннах.

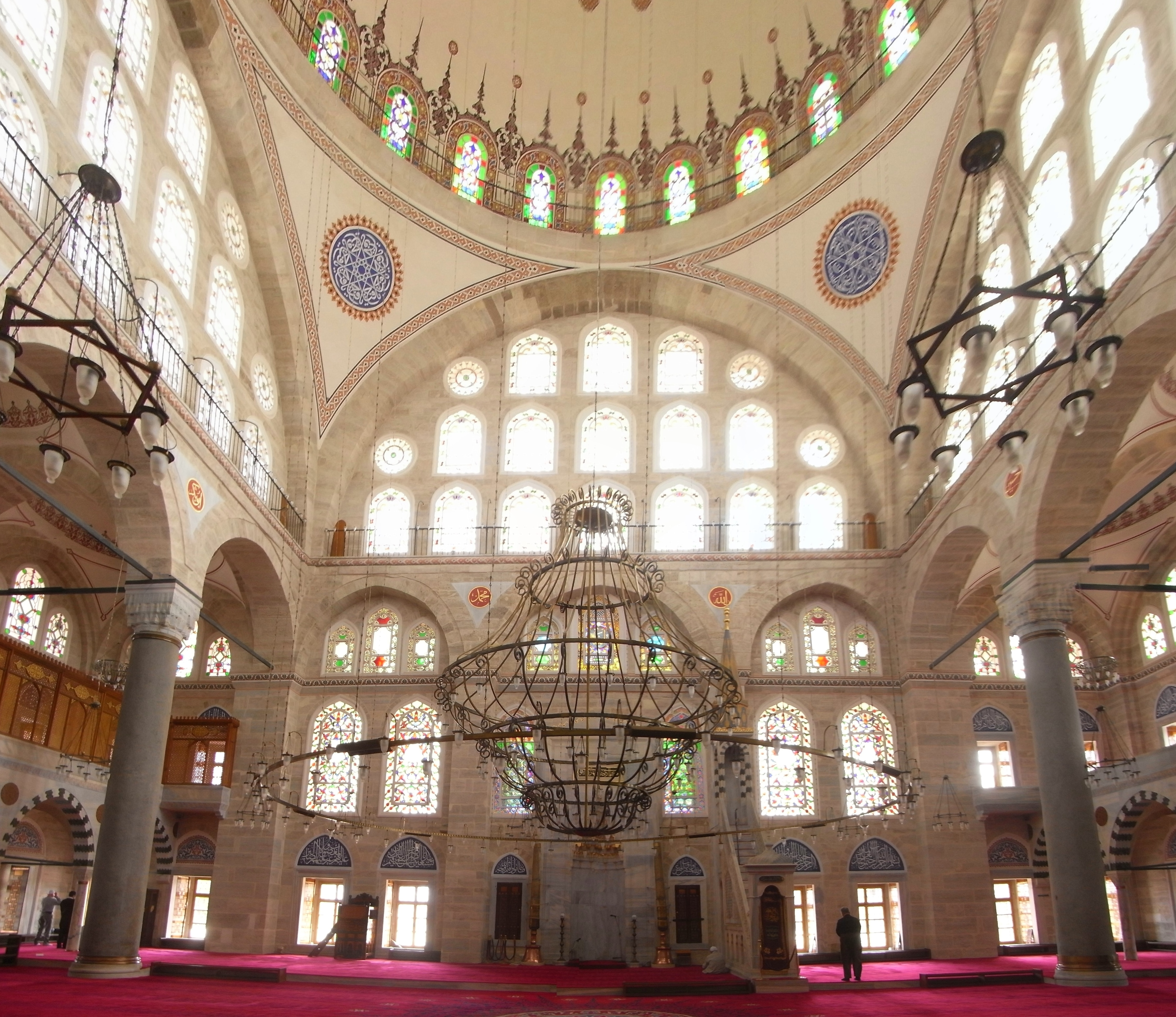
Интерьер мечети

В интерьере мечети привлекает внимание резной мраморный минбар. Двери и оконные ставни выполнены из дерева, инкрустированного перламутром и слоновой костью.
Помимо центрального здания в архитектурный комплекс площадью 1100 квадратных метров входит медресе, хамам, тюрбе и ряд лавок, сдаваемых в аренду; арендная плата направлялась на финансовые нужды мечети. Во дворе находится фонтан для омовения.
Популярна романтическая легенда о том, что придворный архитектор Синан был тайно влюблён в золотоволосую принцессу Михримах, несмотря на 33-летнюю разницу в возрасте. Единственный высокий и тонкий минарет мечети (что является определённым нарушением канонов) призван символизировать неразделённую любовь. Легенда гласит, что 21 марта — в день рождения Михримах, имя которой означает «Солнце и луна», — в тот самый момент, когда солнце скрывается за мечетью, луна появляется из-за другой мечети, посвящённой Михримах, — той, что в Ускюдаре.